# Progebiophilus upogebiae
Progebiophilus upogebiae là một loài chân đều trong họ Bopyridae. Loài này được Hay miêu tả khoa học năm 1917.